# كريغ غودوين
كريغ غودوين (بالإنجليزية: Craig Goodwin)‏ (16 ديسمبر 1991 بأديلايد في أستراليا - ) هو لاعب كرة قدم أسترالي في مركز الجناح الأيسر . شارك مع منتخب أستراليا الوطني لكرة القدم تحت 23 سنة ومنتخب أستراليا لكرة القدم. أما مع النوادي، فقد لعب مع أدلايد رايدرز ونادي أديلايد يونايتد ونادي ملبورن سيتي ونيوكاسل يونايتد جتس ونادي الوحدة السعودي ونادي أبهاOakleigh Cannons FC ‏.

## روابط خارجية
- كريغ غودوين على موقع قاعدة بيانات كرة القدم.إي يو (الإنجليزية)
- كريغ غودوين على موقع ليكيب (الفرنسية)
- كريغ غودوين على موقع ناشيونال فوتبول تيمز (الإنجليزية)
- كريغ غودوين على موقع Soccerway.com (الإنجليزية)
- كريغ غودوين على موقع عالم كرة القدم.نت (الإنجليزية)